# گزده یلماز
گزده یلماز (انگلیسی: Gözde Yılmaz؛ زادهٔ ۹ سپتامبر ۱۹۹۱) بازیکن والیبال اهل ترکیه است.
از باشگاه‌هایی که در آن بازی کرده‌است می‌توان به فوتورا بوستو آرسیتسیو اشاره کرد.